# ميرينيون
ميرينيون، هي سلسلة من الأعمال التي تجمع بين موسيقى الأوركسترا والخيال الخيالي. منذ عام 2000، تم إصدارها كألبوم وتقديمها كحفلات موسيقية حية. الجزء الثالث هو ميرينيون:ارض الصمت ، الذي تم عرضه لأول مرة في عام 2021 مع أوركسترا ستوكهولم الملكية الفيلهارمونية وتم إصداره كفيلم حفلة موسيقية، تليها العروض العالمية في العام التالي. تم إنشاء جميع المشاريع وإخراجها وإنتاجها من قبل مؤسس استوديوهات ميرينيون توماس بوكر.
اجتذبت إنتاجات ميرينيون العديد من المتعاونين الموسيقيين المعروفين بعملهم في ألعاب الفيديو، مثل يوكو شيمومورا وكريس هولسبيك ويوزو كوشيرو.

## ميرينيون: أرض الصمت
تتميز ميرينيون: أرض الصمت بالموسيقى الأصلية ليوكو شيمومورا وقصة لمؤلف الأطفال فراوكي انجل .  بالنسبة لشيمومورا، هذا هو أول عمل موسيقي في حياتها المهنية. تم إنشاء الحكاية الخيالية السمفونية بترتيبات من قبل ياسونوري نيشيكي وجون فالتونين لتعريف العائلات والجماهير الأصغر سناً بموسيقى الأوركسترا في تقليد كرنفال الحيوانات لسان ساينز وبيتر والذئب لسيرغي بروكوفييف. تصاحب الموسيقى والسرد الرسوم التوضيحية المتحركة الخفيفة للشخصيات ونقاط الحبكة. قام أندرياس هانسون بأداء العمل لأول مرة من قبل أوركسترا ستوكهولم الملكية الفيلهارمونية وتم تصويره في قاعة ستوكهولم للحفلات الموسيقية في يونيو 2021. في سبتمبر من نفس العام، تم توفير الفيديو مجانا للعرض على موقع الأوركسترا. منذ عام 2022، تقام العروض في جميع أنحاء العالم، مع فرق مثل أوركسترا دي تشامبر دي لوزان وأوركسترا هونغ كونغ الفيلهارمونية وستاتسفيلهارموني راينلاند بفالز وأوركسترا شنغهاي السيمفونية.
يهتم بوكر بشكل خاص بالجانب الترفيهي، وهو أحد الأسباب التي تجعل المشروع يعتمد على جماليات ألعاب الفيديو والأنيمي لجذب الجمهور الحديث. يعتقد شيمومورا أن هذه الجهود تساعد على "تصعيد بعض المفاهيم الخاطئة حول الموسيقى الكلاسيكية". من وجهة نظر بوكر، القصة هي قصة خرافية سيمفونية عن "الشجاعة والمثابرة والتضامن وقبل كل شيء الحرية".
أتاحت أوركسترا ستوكهولم الملكية الفيلهارمونية ستة مقاطع فيديو أخرى تتحدث فيها شيمومورا عن أفكارها ونهجها في العمل على الموضوعات ذات الصلة للشخصيات في القصة.

## ميرينيون، المجلد ١و٢
في عام 1999، دفع اهتمام بوكر بموسيقى الألعاب إلى الاقتراب من الملحنين في جميع أنحاء العالم ودعوتهم للتعاون في أقراص ميرينيون المدمجة الأصلية.  تم إصدار ميرينيون، المجلد 1 في عام 2000، ووزعته شركة سينسونيك ريكوردز (synSoniq Records)، ويضم موسيقى الأوركسترا والسرد، بالإضافة إلى كتيب مصاحب مع نصوص ورسوم توضيحية.  تم عرض المجلد 2 لأول مرة في أول حفلة موسيقية سيمفونية للألعاب خارج اليابان في لايبزيغ، ألمانيا، كما أنتجها بوكر،  قبل إصدار العمل الكامل بعد عام واحد في عام 2004 من قبل تسجيلات توتنانز، التي وزعتها سوني ميوزك (Sony Music). في عام 2005، تم نشر ميرينيون، المجلد 2 في السوق اليابانية من قبل ديكس إنترتينمنت، ووزعتها سوني ميوزيك اليابان.
لم يستخدم ميرينيون في المجلد 1 أي تسجيلات موسيقية حية تقريبا للموسيقى التصويرية، في حين ضم ميرينيون، المجلد 2 74 موسيقي أوركسترا. بالنسبة لمعظم الملحنين، لذلك كان على المدير الموسيقي للمشروع للمجلد الثاني، آندي بريك، التأكد من أن "الجميع قدموا درجة يمكن للأوركسترا أدائها بشكل صحيح". ينص بريك على أن المزجات وأخذ العينات، كما هو الحال في المجلد 1، "يمكن أن تفعل الكثير الذي لا يمكنك القيام به باستخدام الأدوات الحقيقية". كانت مهمته مساعدة الملحنين على نقل رؤاهم الصوتية إلى الأوركسترا. أكد الملحن الرئيسي للمجلدين 1 و2، فابيان ديل بريوري، الذي طور العديد من الموضوعات الموسيقية، أنه أعطاه "الكثير من الخبرة في التنسيق والتدوين وكتابة النتائج".

## الملحنون
*آندي بريك (الولايات المتحدة)
* أليستر بريمبل (المملكة المتحدة)
* جيسون تشونغ (أستراليا)
* فابيان ديل بريوري (ألمانيا)
* جوستاف جريفبرج (السويد)
* أولوف جوستافسون (السويد)
* ماركوس هولر (ألمانيا)
* كريس هولسبيك (ألمانيا)
* يوزو كوشيرو (اليابان)
* جوجير ليلجدال (النرويج)
* يوكو شيمومورا (اليابان)
* رودولف ستمبر (ألمانيا)
* جون فالتونين (فنلندا)

## الروابط الاضافية
http://www.merregnon.com/